# صورتواره چوب لباسی

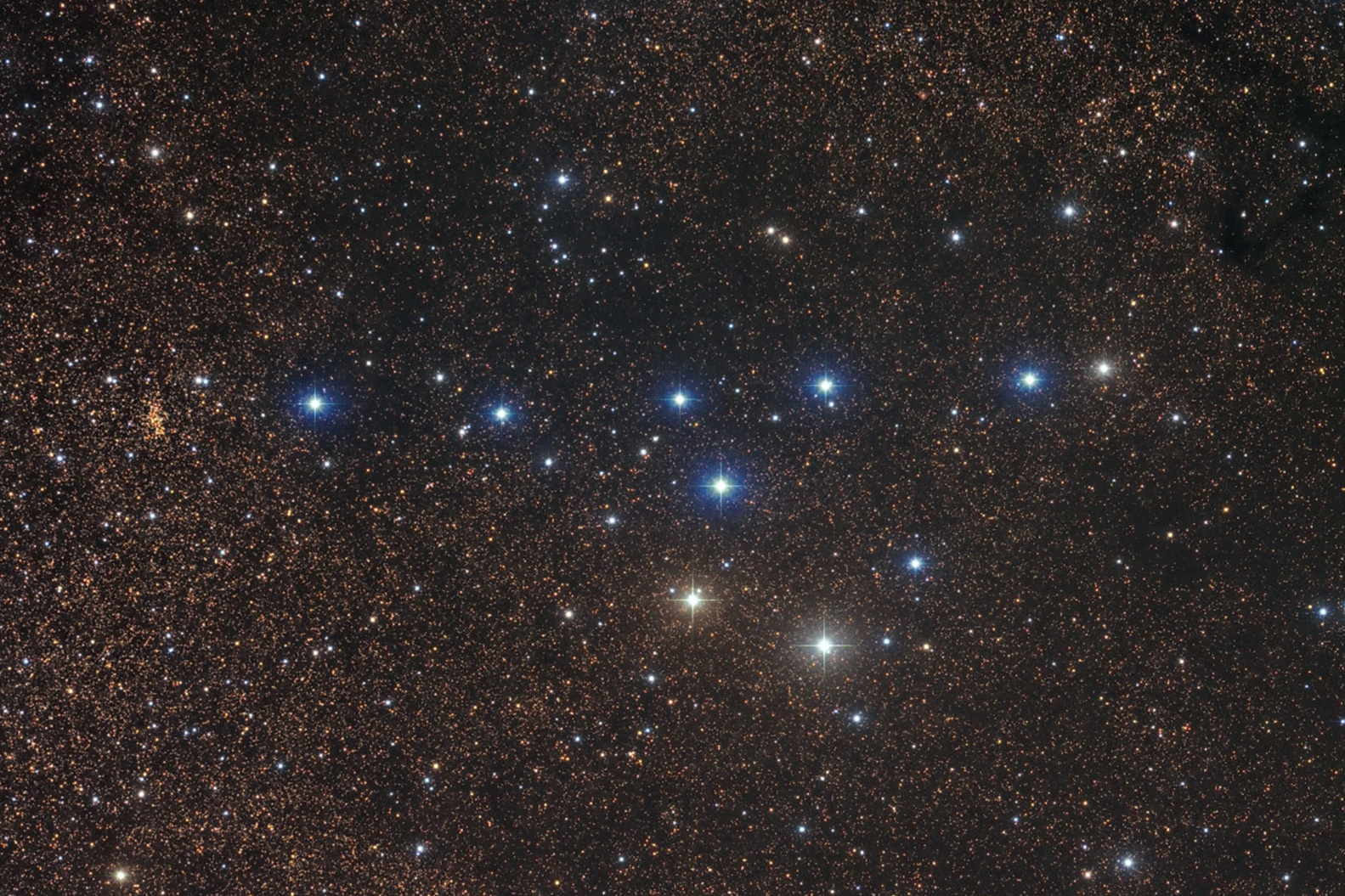
تصویری از صورتواره چوب لباسی در این تصویر ۱۰ ستاره شاخص به خوبی نمایان است.

صورتواره چوب لباسی، بروچی یا الصوفی (به انگلیسی: Coathanger)همچنین به نام هایCollider 399,Cr 399 گروهی تصادفی از ستارگان واقع در صورت فلکی روباهک در نزدیکی مرز با صورت فلکی پیکان است. ستارگان این خوشه صورتواره‌ای همچون یک چوب لباسی را تشکیل می‌دهند که نام آن را Coathanger به معنای چوب لباسی گذاشته‌اند. باید توجه شود که این خوشه، صورت فلکی چوب لباسی نیست بلکه صورتواره‌ای با این نام می‌باشد.

## تاریخچه
اولین بار عبدالرحمن صوفی ستاره‌شناس ایرانی در کتاب صورالکواکب خود در سال ۹۶۴میلادی آن را توصیف کرد.
در قرن هفدهم، به‌طور مستقل توسط ستاره‌شناس ایتالیایی G. B. Hodierna دوباره کشف شد.
در دهه ۱۹۲۰، Dalmero Francis Brocchi، ستاره‌شناس آماتور و نمودارساز انجمن آمریکایی رصدگران ستاره متغیر (AAVSO)، نقشه ای از این جسم را برای استفاده در کالیبره کردن نورسنج‌ها ایجاد کرد.
در سال ۱۹۳۱، ستاره‌شناس سوئدی، پر کولیندر، آن را در فهرست خوشه باز خود فهرست کرد.

## وضعیت
وضعیت این گروه به عنوان یک خوشه ستاره‌ای در سال‌های اخیر تغییر کرده‌است. این گروه در بیشتر قرن بیستم به عنوان یک خوشه در نظر گرفته می‌شد. با این حال، با نگاهی به معیارهای مختلف، مطالعه‌ای در سال ۱۹۷۰ به این نتیجه رسید که تنها ۶ تا از درخشان‌ترین ستاره‌ها یک خوشه واقعی را تشکیل می‌دهند. چندین مطالعه مستقل از سال ۱۹۹۸ اکنون مشخص کرده‌اند که این جرم به هیچ وجه یک خوشه واقعی نیست، بلکه فقط یک ردیف تصادفی از ستارگان است. این مطالعات اخیر به‌طور کلی یافته‌های خود را بر اساس اندازه‌گیری‌های بهبود یافته اختلاف منظر و حرکت مناسب ارائه شده توسط ماهواره Hipparcos که اولین بار در سال ۱۹۹۷ منتشر شد، استوار کرده‌اند.

## صورتواره چوب لباسی

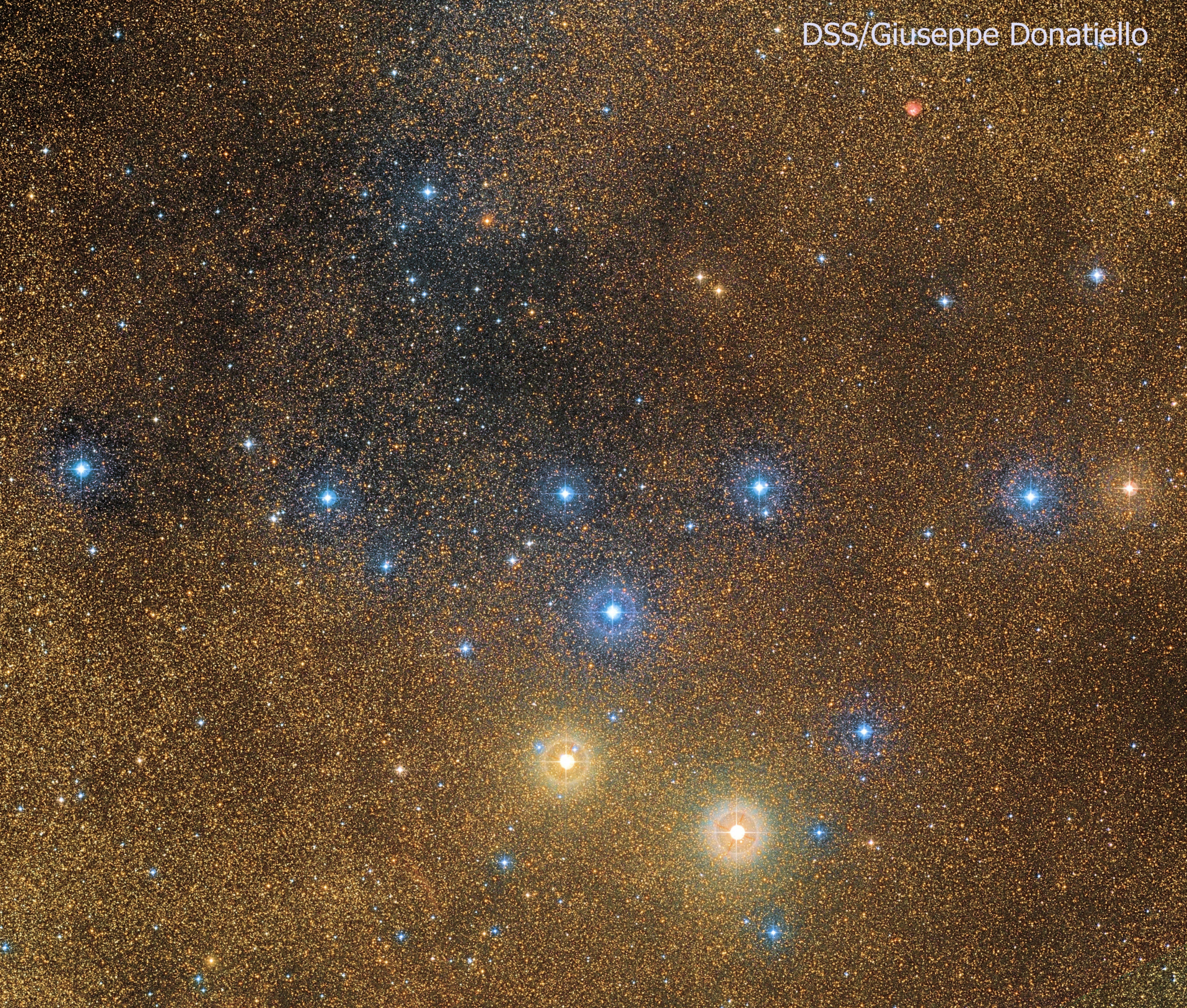

این صورتواره از ۱۰ ستاره با قدر ۵ تا ۷ تشکیل شده‌است که «چوب لباسی» آشکار را تشکیل می‌دهد، یک خط مستقیم از ۶ ستاره با یک «قلاب» واز ۴ ستاره در سمت جنوبی ۳۰ یا بیشتر ستاره کم‌نور نیز گاهی به عنوان ستارگان مرتبط در نظر گرفته می‌شوند. در زیر یک آسمان تاریک، چوب لباسی را می‌توان با چشم غیر مسلح به عنوان یک تکه نور مات مشاهده کرد. برای مشاهده ستارگان «چوب لباسی» معمولاً به دوربین دوچشمی یا تلسکوپ با قدرت بسیار کم نیاز است. با جاروب کردن آهسته در کهکشان راه شیری در امتداد یک خط خیالی از ستاره درخشان کرکس پرنده به سمت ستارهٔ درخشان‌تر کرکس نشسته پیدا می‌شود. حدود یک سوم مسیر به سمت نسر واقع، چوب لباسی باید به راحتی در ناحیه تاریک‌تری از کهکشان راه شیری دیده شود. این ستاره در ژوئیه تا آگوست و در شمال ۲۰ درجه عرض جغرافیایی شمالی بهتر دیده می‌شود و در بالاترین نقطه خود به صورت وارونه دیده می‌شود (مانند تصویر بالای سمت چپ این صفحه). در جنوب این عرض جغرافیایی، عمودی دیده می‌شود. یک صورتواره و ستارگان اطراف آن می‌توانند معیاری برای تعیین کم‌نورترین ستاره‌های قابل مشاهده در یک تلسکوپ کوچک باشند، زیرا طیف گسترده‌ای از قدر ستاره‌ای در این خوشه وجود دارد که به راحتی در یک مکان کوچک از آسمان قابل مشاهده است.